# Tim Stevens
Tim Stevens est un auteur de doublage, traducteur et adaptateur français.

## Écriture des versions françaises de

### Séries télévisées
- Dune : Prophecy : saison 1 (3 épisodes)
- Présumé Innocent : saison 1 (2 épisodes)
- The Girls on the Bus : saison 1 (3 épisodes)
- Full Circle : saison 1 (2 épisodes)
- Feud : Les Trahisons de Truman Capote : saison 2 (2 épisodes)
- Deadloch : saison 1 (4 épisodes)
- The Killing Kind : saison 1 (3 épisodes)
- Rain Dogs : saison 1 (4 épisodes)
- The Resort : saison 1 (1 épisode)
- Pose : saisons 1 à 3 (11 épisodes)
- The Investigation : saison 1 (3 épisodes)
- Fosse/Verdon : mini-série (4 épisodes)
- Legion : saisons 1 à 3 (6 épisodes)
- Mr. Robot : saisons 1 à 4 (19 épisodes)
- Feud : Bette et Joan : saison 1 (4 épisodes)
- The Simple Heist : mini-série (3 épisodes)
- Wayward Pines : saisons 1 & 2 (7 épisodes)
- Shameless : saisons 1 à 11 (40 épisodes)
- Ash vs Evil Dead : saisons 1 à 3 (9 épisodes)
- The Victim : mini-série (2 épisodes)
- The Resident : saisons 1 à 4 (19 épisodes)
- Dead Places : saison 1 (3 épisodes)
- X Company : saison 3 (5 épisodes)
- The Five : saison 1 (4 épisodes)
- Glee : saisons 1 à 6 (31 épisodes)
- Bones : saisons 5 à 11 (28 épisodes)
- Victoria : saisons 1 & 2 (5 épisodes)
- Minority Report : saison 1 (2 épisodes)
- New Girl : saisons 1 & 2 (10 épisodes)
- Skins : saisons 3 à 7 (14 épisodes)
- Gossip Girl : saisons 5 & 6 (10 épisodes)
- The Bridge : saisons 1 & 2 (6 épisodes)
- Ties That Bind : saison 1 (5 épisodes)
- The Strain : saisons 1 & 2 (2 épisodes)
- Terra Nova : saison 1 (4 épisodes)
- Mercy Hospital : saison 1 (12 épisodes)
- New York, unité spéciale : saison 11 (9 épisodes)
- Caprica : saison 1 (5 épisodes)
- Leverage : saisons 1 & 2 (8 épisodes)
- Lipstick Jungle : Les Reines de Manhattan : saisons 1 & 2 (10 épisodes)
- Parents par accident : saison 1 (3 épisodes)
- Persons Unknown : saison 1 (3 épisodes)
- Les Arnaqueurs VIP : saisons 4 & 5 (6 épisodes)
- De tout mon cœur : saison 1 (20 épisodes)
- Summer Bay (Home and Away) : saison 19 (10 épisodes)
- Terriers : saison 1 (1 épisode)
- The Cleveland Show : saison 1 (5 épisodes)
- The Guilty (en) (mini-série) : 1 épisode
- Animalia : saisons 1 & 2 (9 épisodes)

### Films et téléfilms
- Saltburn : d'Emerald Fennell
- Shotgun Stories : de Jeff Nichols
- Arkansas : de Clark Dune
- Space Station 76 : de Jack Plotnick
- Baby Sellers : de Nick Willing
- Seasons of Love[1] : de Princess Monique
- Coma, co-écrit avec Sabrina Boyer
- Les Aventures de Flynn Carson : Le Secret de la coupe maudite : de Jonathan Frakes
- Profanations : de Mike Mendes
- Caprica (pilote) : coécrit avec Sabrina Boyer
- Kate et William : Quand tout a commencé... : coécrit avec Sabrina Boyer et Laurence Duseyau
- Ira & Abby, de Robert Cary : coécrit avec Sabrina Boyer et Laurence Duseyau
- Le Trésor des Faucons Blancs : de Christian Zübert
- La Disparition d'Alison Carter : d'après Val McDermid (épisode 3/3)
- Heidi, de Paul Marcus : coécrit avec Sabrina Boyer et Laurence Duseyau
- Emma : d'après Jane Austen (épisode 1/4)
- Traque sans merci : de Jeff King
- La Légende de Boogeyman : de Jeffery Scott Lando
- Une île en héritage : de Udo Witte
- Un plan diabolique : de Armand Mastroianni
- Amour et quiproquos : de Terry Ingram
- L'amour tombé du ciel : de Steven Monroe